# Eudoxiatopoplana bilaticlavia
Eudoxiatopoplana bilaticlavia ist eine Art der Landplanarien, die auf der zu Neuseeland gehörenden Stewart Island beheimatet ist. Die Art ist der einzige Vertreter der Gattung Eudoxiatopoplana und der Tribus Eudoxiatopoplanini.

## Merkmale
Eudoxiatopoplana bilaticlavia hat einen kleinen, robusten, subzylindrischen Körper mit einer Länge von 21 Millimetern. Das Vorderende ist stumpf und leicht nach oben gerollt, sodass ein Teil der Bauchseite gezeigt wird und eine becherförmige, saugnapfartige Struktur gebildet wird. Der Rücken hat eine cremefarbene Grundfärbung. Auf beiden Seiten der Mittellinie befinden sich zwei breite dunkelbraune bis graue Längsstreifen, die fast bis zu den Seitenrändern verlaufen und an den Außenrändern der Streifen am dunkelsten gefärbt sind. Die Bauchseite ist weiß. Die Augen bilden mehrere Reihen um das Vorderende, hinter dem Vorderende verteilen sie sich über den gesamten Rücken.
Die parenchymale Längsmuskulatur bildet eine starke Ringzone um das Intestinum. Die Testikel liegen rückenseitig und verteilen sich hinter den Ovarien bis zum Hinterende. Zum Kopulationsapparat gehört ein invertierter Penis, eine Bursa copulatrix und ein Adenodaktyl, penisartige Struktur.

## Etymologie
Der Gattungsname Eudoxiatopoplana ist eine Kombination der griechischen Wörter εὐδοξία (eudoxia, dt. Wohlgefallen) und ἄτοπος (atopos dt. unangebracht) sowie des lateinischen Wortes plana (dt. flach). Der Name ehrt Eudóxia Maria Froehlich für ihren Beitrag bei der Erforschung von Landplanarien.
Das Artepitheton bilaticlavia leitet sich von den lateinischen Worten bi- (dt. zwei) und laticlavia (dt. einen breiten Streifen haben) ab und bezieht sich auf die Streifen auf dem Rücken der Landplanarie.